# 94556 Janstary
94556 Janstary este o planetă minoră (asteroid), cu un diametru de 1,699 km, din centura de asteroizi. A fost descoperită pe 11 noiembrie 2001 la Ondřejovská hvězdárna⁠(d) de Petr Pravec⁠(d). 
Obiectul prezintă o orbită caracterizată de o semiaxă mare de 2,3052621816562 UAi, o excentricitate de 0,19, o înclinație de 1,9 ° în raport cu ecliptica.